# Шеметове (Смолевицький район)
Шеметове (біл. вёска Шэметава) — село в складі Смолевицького району Мінської області, Білорусь. Село підпорядковане Пекалинській сільській раді, розташоване в центральній частині області.